# DiscoverCars.com
DiscoverCars.com (conhecida como Discover Car Hire até 2019) é um website internacional de aluguel de carros que fornece reservas de carros de aluguer. A empresa foi fundada em 2013 na Letônia. A sede principal da DiscoverCars.com está localizada em Riga, na Letônia.

## Serviços
DiscoverCars.com fornece serviços de reservas de aluguer de carros on-line. O seu website está disponível em 17 idiomas. Desde o início de 2020, DiscoverCars.com trabalha com mais de 8 000 locais de aluguer de carros em 137 países. A empresa trabalha com fornecedores de aluguer de carros em todo o mundo, tais como Hertz, Alamo, Europcar, National e SIXT, bem como motores de meta-pesquisa de viagens, como Kayak.com, Skyscanner, Jetcost e Liligo .

## Crescimento
Fundada em 2013 como Discover Car Hire, com foco nos destinos europeus, a empresa foi rebatizada como DiscoverCars.com em 2019.
Em março de 2020, DiscoverCars.com foi incluída no FT 1000, um ranking anual publicado pelo Financial Times que lista as empresas de crescimento mais rápido na Europa. DiscoverCars.com ficou em 64º lugar, tornando-se assim a empresa letã com a mais alta classificação na história da lista. DiscoverCars.com também foi a terceira empresa de viagens e lazer de crescimento mais rápido e a empresa de aluguer de carros com o crescimento mais rápido na Europa.
Em março de 2020, como muitas outras empresas de viagens, DiscoverCars.com registou uma redução significativa nas reservas devido à pandemia global de COVID-19. Ao mesmo tempo, a empresa registrou um aumento no turismo local em alguns países.

## Tecnologia
DiscoverCars.com usa a tecnologia AMP. Isto levou a mais reservas, uma maior taxa de conversão de marketing e a outras melhorias nos KPIs da empresa.

## Pesquisa de mercado
Além dos serviços de aluguer de carros, DiscoverCars.com estuda os hábitos de aluguer de carros dos seus clientes. Em setembro de 2019, os clientes da empresa foram inquiridos nos destinos mais bonitos do mundo para viajar de carro. Os lugares mais cénicos do mundo resultaram ser as Ilhas Canárias na Espanha, Izmir na Turquia, Cairns na Austrália, Kefalonia na Grécia e Split na Croácia.
Em maio de 2019, a empresa publicou uma pesquisa sobre como os limites de condução sob o efeito do álcool e as punições diferem entre os diferentes países do mundo.